# Trgovački brod
Trgovački brod je brod koji u mirnodopskim uvjetima služi za prevoz tereta i/ili putnika. Tijekom ratnih uvjeta služi kao brod za podršku i/ili opskrbu ratne mornarice svoje zemlje. Razne zemlje svijeta posjeduju flote raznih trgovačkih brodova. Zbog troškova u brodarstvu, poreza i nameta, mnogi briodovlasnici su preregistrirali svoje brodovlje pod zastave zemalja koje im pružaju znatne pogodnosti u smislu davanja. Zastave tih zemalja nazivamo zastavama pogodnosti, a kao najbolji primjer su Liberija i Panama.
Najveća svjetska flota je pod zastavom Grčke i iznosi oko 16% svjetske tonaže (podatak iz veljače 2007).
Trgovački brodovi se dijele u nekoliko kategorija, ovisno o veličini i namjeni.

## Teretni brod
Teretni brod je brod koji služi za prijevoz tereta. Postoji mnogo raznih vrsta teretnih brodova, ovisno o vrsti tereta koji prevoze, kao i o vrsti plovidbe koju obavljaju. Po vrsti plovidbe razlikujemo linijske brodove, koji plove na jednoj ustaljenoj ruti i brodove bez određene linije, tzv. tramp brodove ili lutalice. Teretni brodovi su većinom opremljeni teretnim uređajima, koji služe za manipulaciju tereta. Kod tankera su to sisaljke, kod brodova za rasuti teret i kontejnerskih brodova dizalice, kod ro-ro brodova su to rampe za ukrcaj vozila,...

## Putnički brodovi
Putnički brod je trgovački brod kojemu je glavna zadaća prijevoz putnika na moru. I ovdje postoji razdioba na brodove za kružna putovanja (kruzere) i na brodove koji služe za prevoz putnika i vozila između dvije destinacije, tj. trajekte. Trajekti su uobičajeno brodovi u službi javnog prijevoza i voze na točno određenim linijama, a kruzeri su brodovi koji služe za kružna putovanja za razonodu putnika. Postoji znatan rast tržišta u segmentu kruzera i najveći putnički brodovi danas su upravo oni.

## Slike
- Colombo Express, jedan od najvećih kontejnerskih brodova na svijetu.
- Sabrina I, brod za rasuti teret.
- Oasis of the Seas, trenutno najveći putnički brod.

## Vanjske poveznice
- Brod Hrvatska tehnička enciklopedija, portal hrvatske tehničke baštine. LZMK

- Brod posebne izvedbe Hrvatska tehnička enciklopedija, portal hrvatske tehničke baštine. LZMK